# Kaiser-Otto-Straße 5 (Quedlinburg)

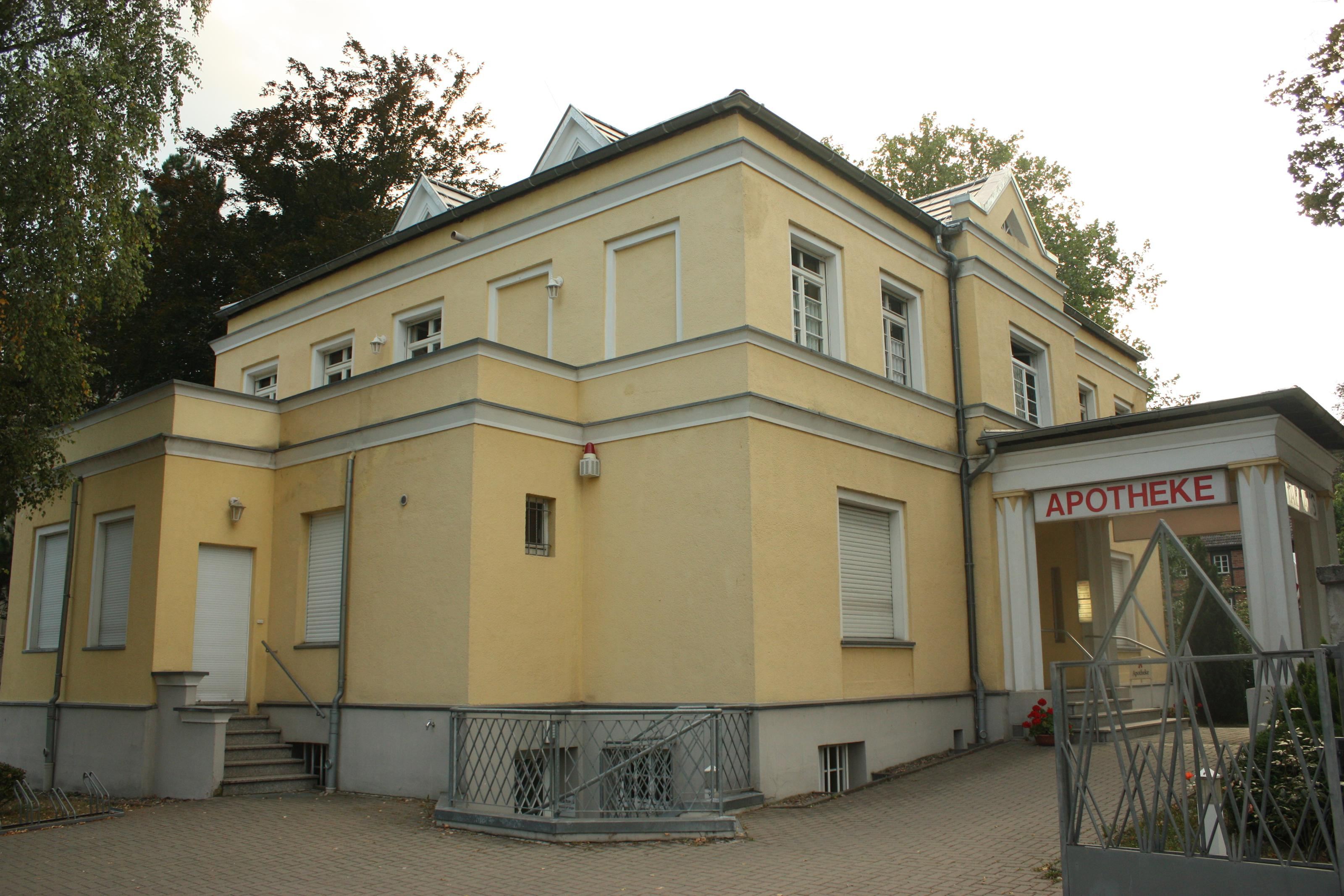
Kaiser-Otto-Straße 5

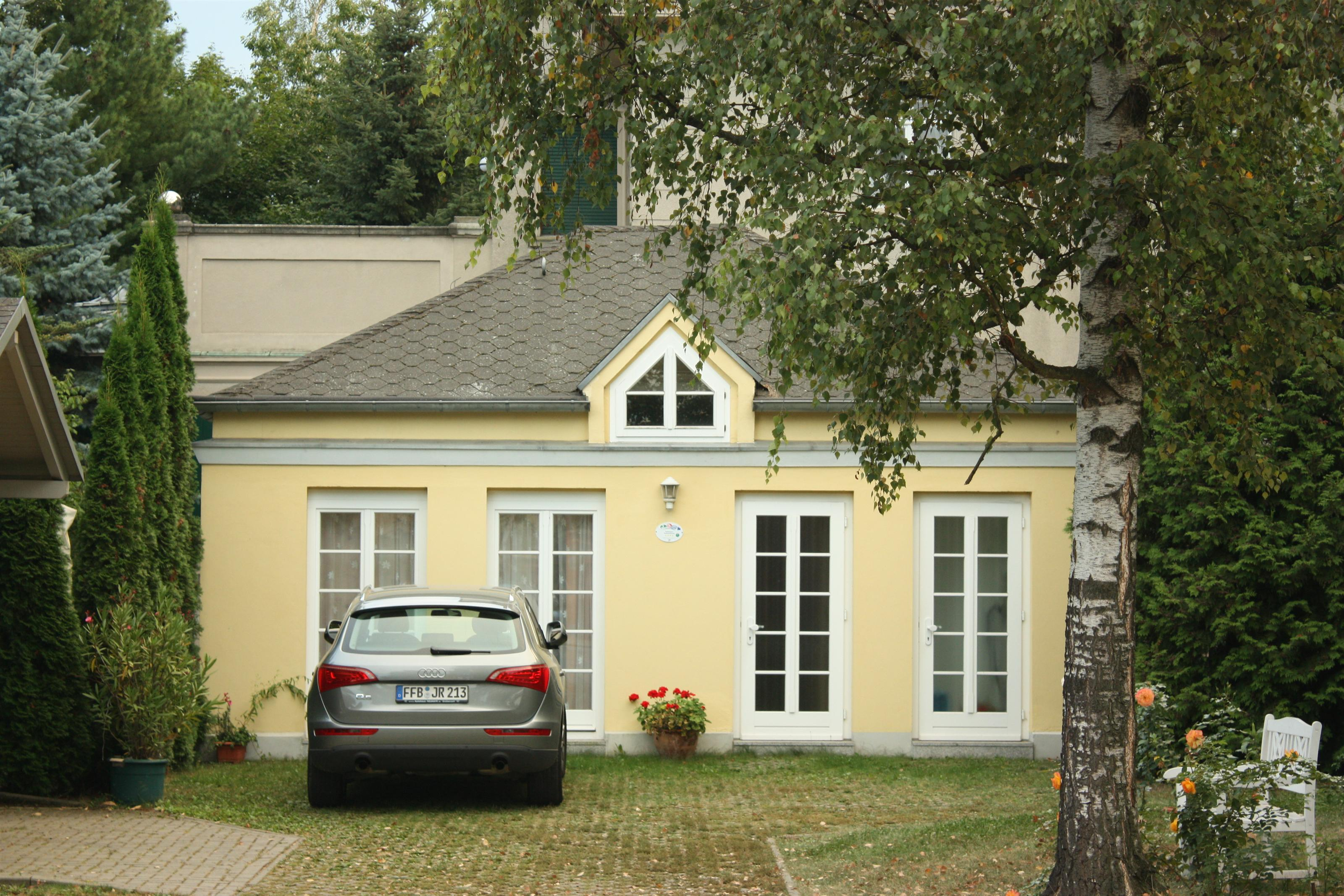
Villa

Das Haus Kaiser-Otto-Straße 5 ist ein denkmalgeschütztes Gebäude in der Stadt Quedlinburg in Sachsen-Anhalt.

## Lage
Es befindet sich südlich des Quedlinburger Schloßbergs und ist im Quedlinburger Denkmalverzeichnis als Villa eingetragen.

## Architektur und Geschichte
Die zweigeschossige in massiver Bauweise errichtete Villa entstand in den Jahren 1924/1925 im neoklassizistischen Stil. Planung und Ausführung erfolgte durch V. Kräntzer. Einige Schmuckelemente sind im Stil des Expressionismus gestaltet.
Die Gestaltung der Grundstückseinfriedung ist in gleicher Weise erfolgt.